# Epicharis umbraculata
Epicharis umbraculata är en biart som först beskrevs av Fabricius 1804.  Epicharis umbraculata ingår i släktet Epicharis och familjen långtungebin. Inga underarter finns listade i Catalogue of Life.

## Bildgalleri

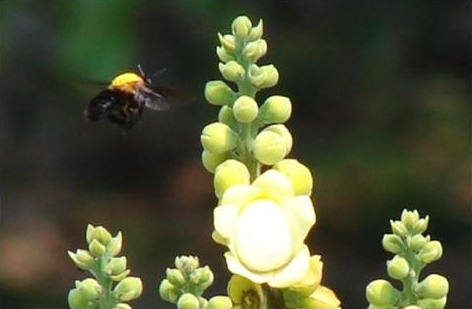